# Provincia de Sliven
La provincia de Sliven (en búlgaro: Област Сливен), es una provincia u óblast ubicado en el interior de Bulgaria. Limita al norte con la provincia de Veliko Tarnovo y la de Targovishte; al este con la de Burgas; al sur con la de Yambol y al oeste con la de Stara Zagora.

## Subdivisiones
La provincia está integrada por cuatro municipios:
- Municipio de Kotel (capital: Kotel).
- Municipio de Nova Zagora (capital: Nova Zagora).
- Municipio de Sliven (capital: Sliven).
- Municipio de Tvarditsa (capital: Tvarditsa).